# Вероника сидячецветковая
Вероника сидячецветковая (лат. Veronica sessiliflora) — многолетнее травянистое растение, вид рода Вероника (Veronica) семейства Подорожниковые (Plantaginaceae).

## Распространение и экология
Ареал вида охватывает Алтайские горы (реки Курай и Чуя). Эндемик.
Произрастает в пустынностепных долинах и на склонах.

## Ботаническое описание
Корни мочковатые, короткие. Стебли высотой 10—30 см, прямые или приподнимающиеся, простые, не многочисленные, железистоопушенные.
Листья очерёдные, нижние попарно сближенные, супротивные, линейно-ланцетные или продолговатые, длиной 10—20 мм, шириной 3—7 мм, глубоко перисто-разрезанные, на продолговатые или ланцетные, туповатые доли. Верхние листья линейные, почти цельнокрайные; нижние — на черешках.
Соцветие — одиночная конечная кисть, очень густая и плотная. Прицветники линейные, острые, длиннее чашечки. Цветки почти сидячие или на малозаметных цветоножках, в 2—3 раза короче чашечки. Чашечка длиной около 2 мм, густо железистоопушенная, доли чашечки ланцетные; венчик светло-синий, длиной около 4,5 мм, до половины сросшийся в трубку, с продолговато-ланцетными лопастями. Тычинки превышают венчик; пыльники округлые.
Незрелая коробочка продолговато-яйцевидная, сердцевидная, с небольшой выемкой, железистоволосистая.

## Таксономия
Вид Вероника сидячецветковая входит в род Вероника (Veronica) семейства Подорожниковые (Plantaginaceae) порядка Ясноткоцветные (Lamiales).
|  |                                      |  |                                                             |                                                             |                          |  | ещё 21 семейство (согласно Системе APG II) | ещё 21 семейство (согласно Системе APG II) |                              |  |  |  | ещё от 300 до 500 видов |
|  |                                      |  |                                                             |                                                             |                          |  | ещё 21 семейство (согласно Системе APG II) | ещё 21 семейство (согласно Системе APG II) |                              |  |  |  | ещё от 300 до 500 видов |
|  |                                      |  |                                                             | порядок Ясноткоцветные                                      |                          |  |                                            |                                            | род Вероника                 |  |  |  |                         |
|  |                                      |  |                                                             | порядок Ясноткоцветные                                      |                          |  |                                            |                                            | род Вероника                 |  |  |  |                         |
|  | отдел Цветковые, или Покрытосеменные |  |                                                             |                                                             | семейство Подорожниковые |  |                                            |                                            | вид Вероника сидячецветковая |  |  |  |                         |
|  | отдел Цветковые, или Покрытосеменные |  |                                                             |                                                             | семейство Подорожниковые |  |                                            |                                            |                              |  |  |  |                         |
|  |                                      |  | ещё 44 порядка цветковых растений (согласно Системе APG II) | ещё 44 порядка цветковых растений (согласно Системе APG II) |                          |  |                                            | ещё 90 родов                               | ещё 90 родов                 |  |  |  |                         |
|  |                                      |  |                                                             | ещё 44 порядка цветковых растений (согласно Системе APG II) |                          |  |                                            |                                            | ещё 90 родов                 |  |  |  |                         |